# Národní knihovna Kazachstánu
Národní knihovna Kazachstánské republiky (kazašsky: Қазақстан Республикасының ұлттық кітапханасы, Qazaqstan Respýblıkasynyń ulttyq kitaphanasy) je národní knihovnou Kazachstánu, jež sídlí v Astaně. Schraňuje 7 milionů položek. Roční návštěvnost je přes 1 milion čtenářů, výpůjčka 2 miliony knih ročně. Začátkem roku 2020 bylo v knihovně otevřeno Abajovo literární centrum věnované dílu Abaje Kunanbajulyho. Podobně zde působí Al-Fárábího vědecké centrum věnované dílu kazachstánského rodáka Al-Fárábího. Kořeny instituce sahají k roku 1910, kdy se Městská duma města Věrný (dnešní Almaty) rozhodla otevřít městskou knihovnu. Ta byla v roce 1931 přejmenována na Státní veřejnou knihovnu Kazašské SSR. Od té doby funguje knihovna jako národní úložiště knih a rok 1931 je tudíž považován za datum vzniku národní knihovny. V roce 1937 bylo do jejího názvu přidáno jméno básníka A. S. Puškina. Současný název nese knihovna od roku 1991. V roce 2009 dánský architekt Bjarke Ingels navrhl novou budovu knihovny, která se nachází jižně od Státního auditoria v Astaně. Po přesunu do Astany si národní knihovna v Almaty zřídila alespoň pobočku fungující v rámci Regionální univerzální vědecké knihovně S. Seifullina.